# Adolf Ledebur

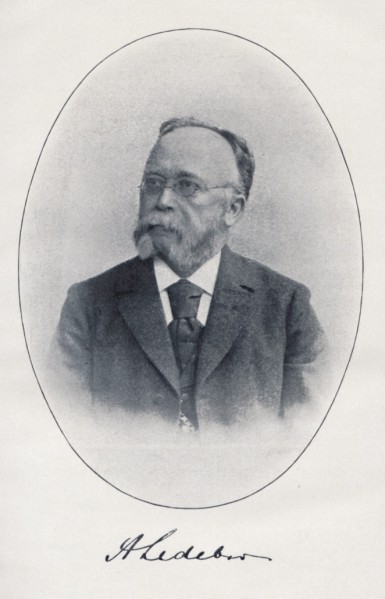
Adolf Ledebur

Karl Heinrich Adolf Ledebur (* 11. Januar 1837 in Blankenburg (Harz); † 7. Juni 1906 in Freiberg (Sachsen)) war ein deutscher Metallurge.

## Leben
Ledebur war der Sohn eines Postmeisters, der 1856 verstarb. Zu dieser Zeit absolvierte Adolf Ledebur ein Praktikum in der Herzoglich Braunschweigischen Eisenhütte Zorge. Er studierte ab 1856 am Collegium Carolinum in Braunschweig. 1858 musste er sein Studium aus finanziellen Gründen beenden und wirkte in Zorge, später in Rübeland interimistisch als Werksleiter. 1859 erhielt Ledebur seine Zulassung zum Examen als Hüttenoffiziant. Nach Ablegung seiner Prüfung nahm er 1862 seine Tätigkeit als Hüttenaspirant am Hüttenwerk des Grafen Otto zu Stolberg-Wernigerode in Ilsenburg (Harz) auf. 1866 heiratete Ledebur, der 1864 zum Hüttenkontrolleur befördert worden war, die Tochter des Ilsenburger Hütteninspektors Eduard Schott. Zwischen 1869 und 1871 leitete Ledebur den Betrieb der Eisengießerei Schwarzkopff in Berlin, dann wechselte er an die Gräflich Einsiedelschen Hüttenwerke in Gröditz, wo er zuletzt als Hüttenmeister tätig war. Nach 13 Jahren in verantwortlicher Praxis wurde er 1884 an der Bergakademie Freiberg Professor für Hüttenkunde und Gießereiwesen.

## Werk

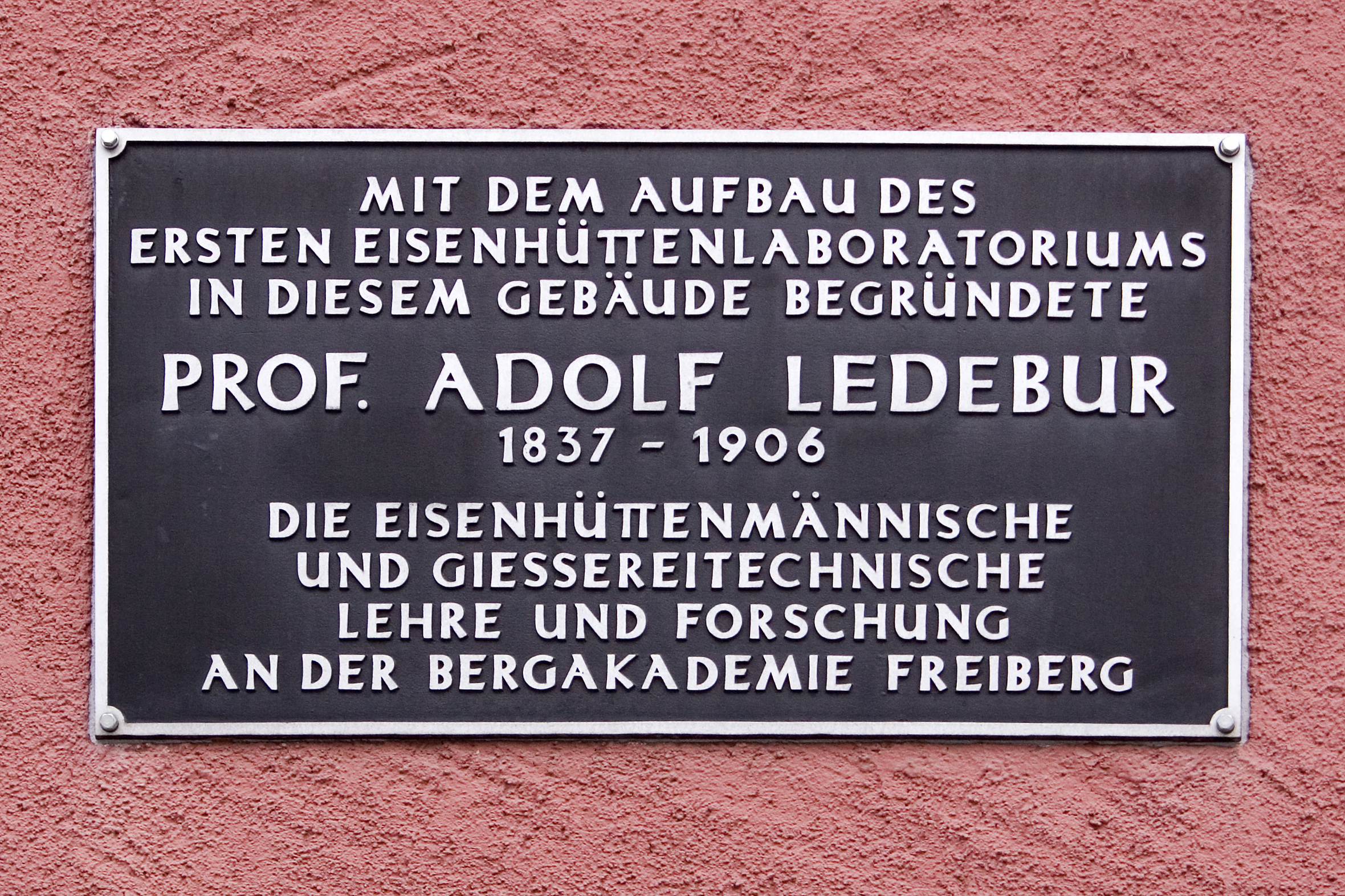
Gedenktafel in Freiberg, Brennhausgasse 8

Die Ledebur verliehene Auszeichnung als Geheimer Bergrat sowie die Professur hatte er bis zu seinem Tode inne, ebenso die Leitung des bereits 1875 gegründeten Eisenhüttenlaboratoriums. Ledeburs bleibendes Verdienst im Rahmen der Erforschung des eutektischen Systems Eisen - Kohlenstoff ist der Nachweis eines bei der Abkühlung einer Roheisenschmelze entstehenden feinkörnigen Gemenges aus Perlit und Zementit, das zu seinen Ehren die Bezeichnung Ledeburit erhielt.
Zwischen 1896 und 1898 wirkte Ledebur sogar in Japan als Berater zum Aufbau einer Eisenindustrie und ihm wurde auch ein Lehrstuhl für Eisenhüttenkunde an der Universität Tokio angeboten. Nach seinen Plänen erfolgte die Errichtung des kaiserlichen Stahlwerkes Yawata in der Präfektur Fukuoka auf Kyūshū, dessen Einrichtungen im Wert von 5 Millionen Reichsmark aus Deutschland geliefert wurden.
Von 1899 bis 1901 war Adolf Ledebur Rektor der Bergakademie Freiberg; Ledebur war damit der erste Rektor, der statt der bisher üblichen Ernennung in sein Amt gewählt wurde. Zwischen 1903 und 1905 war Ledebur erneut Rektor der Hochschule. Von seinen zahlreichen Publikationen zum Eisenhüttenwesen erschien erstmals 1883 sein in mehrere Sprachen übersetztes Handbuch der Eisen- und Stahlgießerei, das eine Reihe von Auflagen erfuhr. Bemerkenswert war, dass es bereits eine Anleitung zu Buchführung und Selbstkostenberechnung enthielt.

## Ehrungen

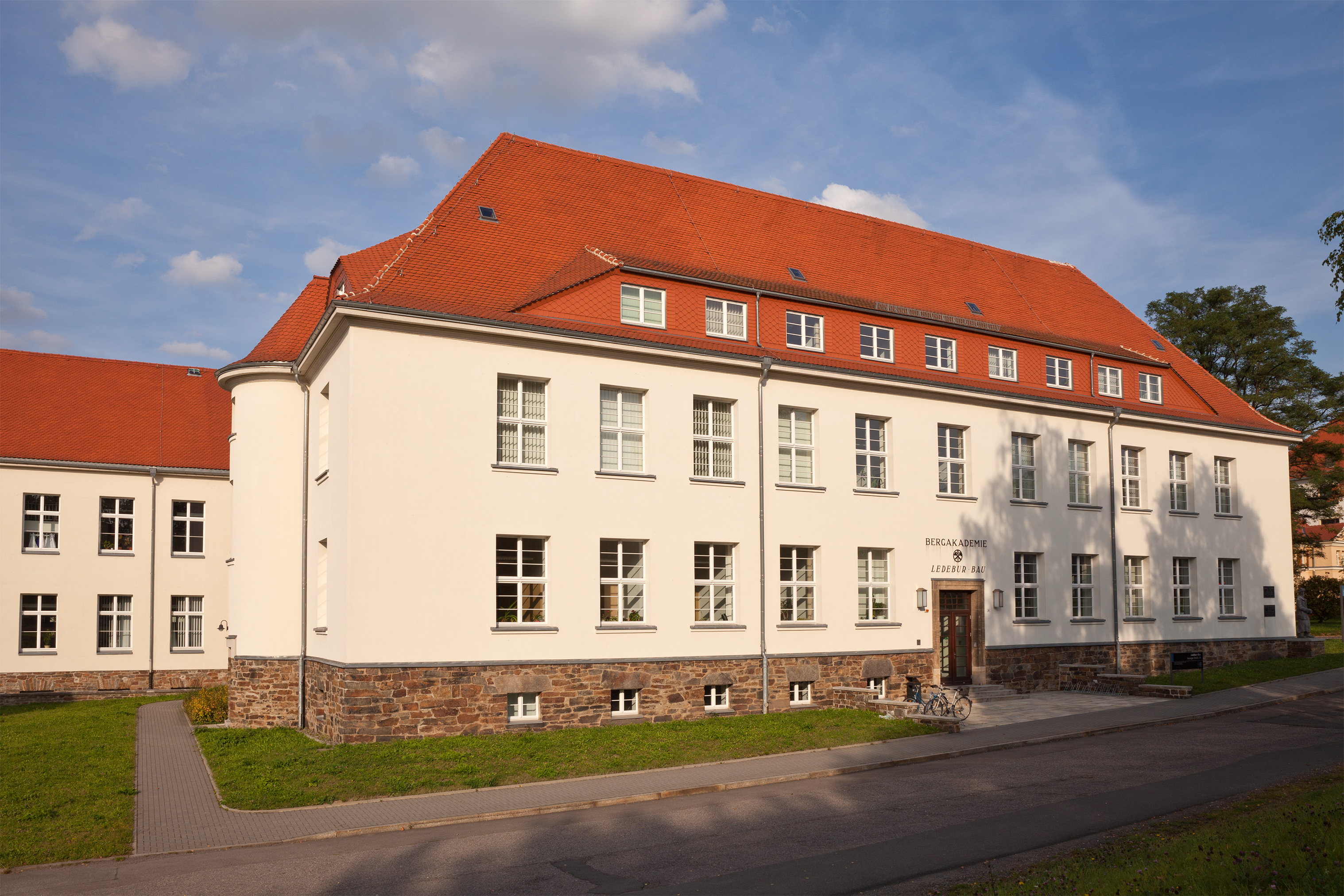
Der Ledebur-Bau in Freiberg

Ledebur war Träger mehrerer Orden, die ihm in Russland, Japan, Sachsen und Spanien verliehen worden waren. Ihm zu Ehren wurde auch der 1930 auf dem Campus der TU Bergakademie Freiberg neu errichtete Bau des Eisenhütteninstitutes als Ledebur-Bau benannt. Weiterhin trägt die Ledeburstraße in Freiberg und der Adolf-Ledebur-Ring in Blankenburg (Harz) seinen Namen. Der Verein Deutscher Giessereifachleute (VDG) stiftete 1934 zu seinen Ehren die Adolf-Ledebur-Denkmünze für Verdienste um das Gießereiwesen.

## Werke
- Handbuch der Eisenhüttenkunde. Für den Gebrauch in der Praxis wie zur Benutzung beim Unterrichte bearbeitet. Felix, Leipzig 1884. (Digitalisat und Volltext im Deutschen Textarchiv)
- Der Holzgaspuddelbetrieb zu Zorger-Hütte am Harz 1860